# Bundesrechtsanwaltskammer
Die Bundesrechtsanwaltskammer (BRAK) ist die Dachorganisation der 28 Rechtsanwaltskammern (berufsständische Körperschaften) und der Rechtsanwaltskammer bei dem Bundesgerichtshof. Mitglieder sind daher nur die genannten Rechtsanwaltskammern, nicht dagegen einzelne Rechtsanwälte. Die Bundesrechtsanwaltskammer ist eine gemäß §§ 175 ff. der Bundesrechtsanwaltsordnung (BRAO) errichtete Körperschaft des öffentlichen Rechts. Sie hat ihren Sitz in Berlin. Die Rechtsaufsicht obliegt dem Bundesministerium der Justiz. Die BRAK vertritt die berufspolitischen Interessen von über 172.000 Rechtsanwältinnen und Rechtsanwälten. (Stand: 1. Januar 2024)
Die Bundesrechtsanwaltskammer wurde mit Änderung der BRAO verpflichtet, für jeden in Deutschland zugelassenen Rechtsanwalt für die Dauer seiner Zulassung ein besonderes elektronisches Anwaltspostfach einzurichten.

## Verwaltung
Die Satzungsversammlung hat die Funktion eines Parlamentes der deutschen Anwaltschaft und hat die Aufgabe, die Berufsordnung für Rechtsanwälte als Satzung zu erlassen und fortzuschreiben.
Die Beschlüsse der Satzungsversammlung werden an das Bundesministerium der Justiz übermittelt. Dieses prüft die beschlossene Satzung und kann diese oder Teile der Satzung aufheben. Geschieht dies nicht, tritt die beschlossene Satzung drei Monate nach Übermittlung an das Bundesministerium der Justiz in Kraft.
Präsident der Bundesrechtsanwaltskammer ist seit September 2018 Ulrich Wessels.
Die vorherigen Präsidenten waren:
- 1954–1959 Gustav Fink
- 1959–1960 Florian Waldeck
- 1960–1961 Friedrich Franke
- 1961–1967 Arthur Müller
- 1967–1974 Karl Weber
- 1974–1983 Heinrich Vigano
- 1983–1991 Klaus Schmalz
- 1991–1999 Eberhard Haas
- 1999–2007 Bernhard Dombek
- 2007–2015 Axel C. Filges
- 2015–2018 Ekkehart Schäfer

## Karikaturpreis
Seit 1998 verleiht die Bundesrechtsanwaltskammer den Karikaturpreis der deutschen Anwaltschaft. Träger des im November 2016 verliehenen 10. Karikaturpreises der deutschen Anwaltschaft ist das Karikaturistenduo Greser & Lenz. Im Jahre 2018 gewann der Künstler Sefer Selvi den Preis.

## Schlichtungsstelle
Die Kammer unterhält seit 2011 die Schlichtungsstelle der Rechtsanwaltschaft für Streitigkeiten zwischen Anwälten und deren (ehemaligen) Mandanten. Seit April 2016 ist die Schlichtungsstelle der Rechtsanwaltschaft zudem eine anerkannte Verbraucherschlichtungsstelle im Sinne des Verbraucherstreitbeilegungsgesetzes (VSBG). Erste Schlichterin war Renate Jaeger. Sie war zuvor Richterin am Europäischen Gerichtshof für Menschenrechte. Von September 2015 bis August 2019 übernahm die frühere Präsidentin des Kammergerichts Berlin, Monika Nöhre, das Amt der Schlichterin. Ihre Nachfolger waren der frühere Richter des Bundesverfassungsgerichts Reinhard Gaier, der von September 2019 bis April 2020 amtierte, Elisabeth Mette, ehemalige Präsidentin des Bayerischen Landessozialgerichts und Richterin am Bayerischen Verfassungsgerichtshof, die von Juli 2020 bis Oktober 2022 das Amt der Schlichterin innehatte und die ehemalige Präsidentin des Schleswig-Holsteinischen Oberlandesgerichtes Uta Fölster, die von Oktober 2022 bis Dezember 2024 Schlichterin der Schlichtungsstelle der Rechtsanwaltschaft war. Seit Mai 2025 ist Bertram Schmitt amtierender Schlichter der Schlichtungsstelle.
Geschäftsführer der Schlichtungsstelle ist Rechtsanwalt Alexander Jeroch.

## Publikationen

### BRAK-Mitteilungen
Die BRAK-Mitteilungen (Abkürzung: BRAK-Mitt.) sind das offizielle Publikationsorgan der Bundesrechtsanwaltskammer. Die zweimonatlich erscheinende juristische Fachzeitschrift informiert über aktuelle anwaltsrelevante Themen. Besondere Schwerpunkte sind die Arbeit der Bundesrechtsanwaltskammer, Anwaltsrecht, Anwaltshaftung, Anwaltsvergütung, Anwaltsmarkt und das Berufsrecht der Rechtsanwälte. Unter www.brak-mitteilungen.de ist eine Online-Recherche in den Ausgaben ab Jahrgang 1996 möglich.

### BRAK-Magazin
BRAK-Magazin ist die regelmäßige Beilage der BRAK-Mitteilungen, die in unterhaltsamer Weise praxisbezogene anwaltliche Themen und neue Entwicklungen darstellt und über die Arbeit der BRAK berichtet.

### (R)ECHT INTERESSANT! Podcast
Im Rahmen der Podcast-Reihe (R)ECHT INTERESSANT! erörtert die BRAK in lockerer Atmosphäre anwaltsspezifische Themen mit Gesprächspartnern aus Politik, Justiz und Anwaltschaft.
Der Podcast gehört zu den Preisträgern des Jura-Podcast-Preises 2021.(R)ECHT INTERESSANT! wurde in der Kategorie 3 mit dem 1. Platz ausgezeichnet.